# Bernard Foundoux Mulélé
Léopold Bernard Foundoux, dit Bernard Foundoux « Mulélé » (né le 16 octobre 1943 à Brazzaville, à l'époque en Afrique-Équatoriale française et aujourd'hui en République du Congo, et mort le 16 juin 2020 dans la même ville) est un footballeur international congolais, qui jouait au poste d'attaquant.

## Biographie
Bernard Foundoux Mulélé  évolue pendant vingt ans au Patronage Sainte-Anne ; il est nommé meilleur joueur du Championnat du Congo en 1964.
Il intègre l'équipe du Congo dans les années 1960 et remporte la médaille d'or du tournoi de football des Jeux africains de 1965 à Brazzaville,.
Il dispute la Coupe d'Afrique des nations 1968 en Éthiopie ; les Congolais sont éliminés en phase de groupes. Nommé chevalier d'ordre du mérite sportif congolais.